# Choristoneura argentifasciata
Choristoneura argentifasciata es una especie de polilla del género Choristoneura, tribu Archipini, subfamilia Tortricinae. Fue descrita científicamente por Heppner en 1989.

## Distribución
Se distribuye por América del Norte: Estados Unidos.